# Phyllocnistis chlorantica
Phyllocnistis chlorantica là một loài bướm đêm thuộc họ Gracillariidae, known from vùng Viễn Đông Nga. Ấu trùng ăn Chloranthus japonicus.